# Čtverečný stupeň

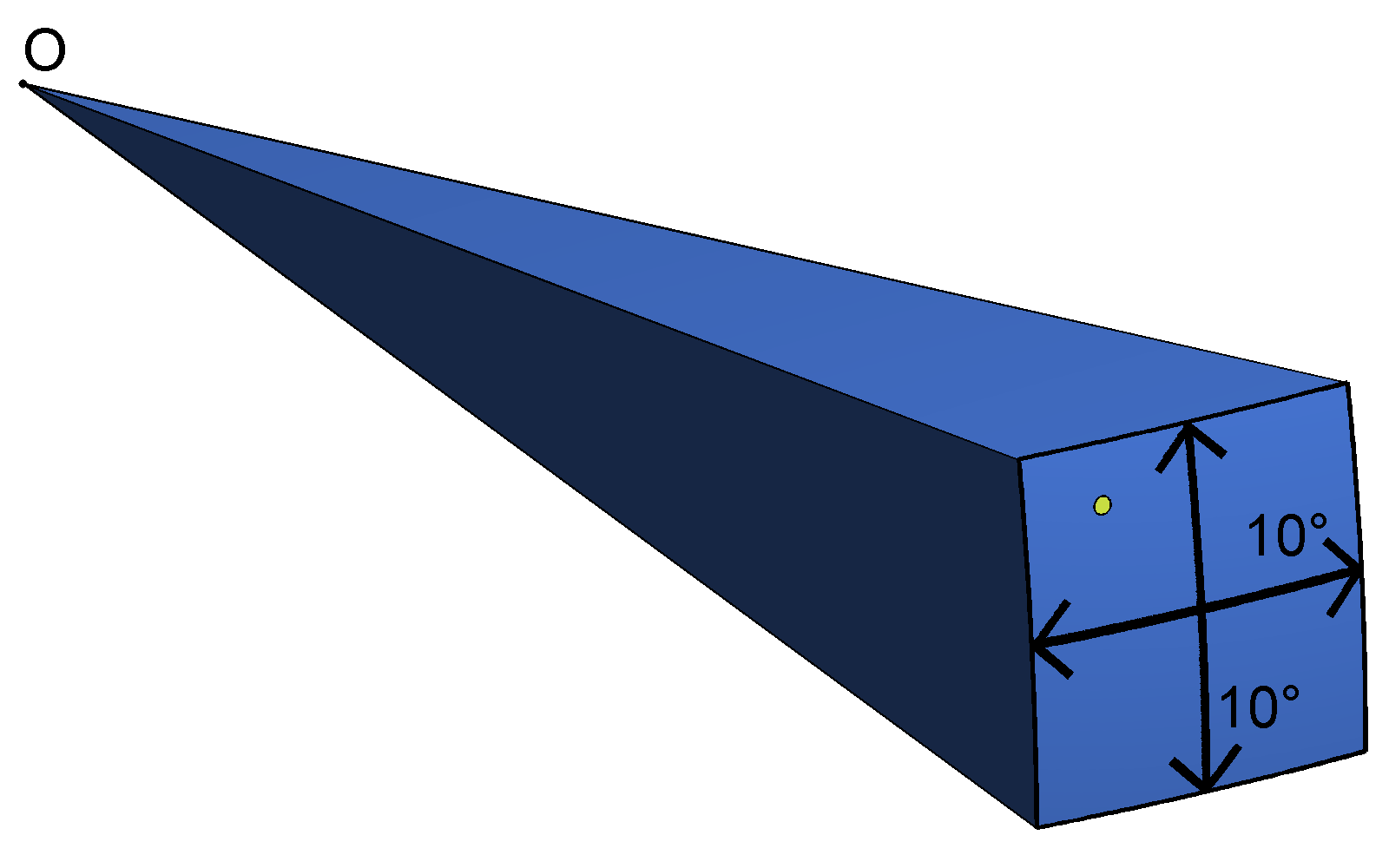
Prostorový úhel o velikosti 10 × 10 = 100 čtverečných stupňů

Čtverečný stupeň je jednotka prostorového úhlu. 1 čtverečný stupeň je prostorový úhel vymezený jehlanem vytínajícím na kulové ploše sférický čtverec o hraně odpovídající středovému úhlu 1 úhlového stupně. Je to bezrozměrná jednotka.
Jednotka se využívá například v astronomii k určování velikosti souhvězdí.
V soustavě SI je ale jednotkou prostorového úhlu steradián (sr).
1 čtverečný stupeň je {\textstyle \left({\frac {\pi }{180}}\right)^{2}} sr {\displaystyle \approx } 3,0462 × 10−4 sr, tj. přibližně 1/3283 steradiánu. Plný prostorový úhel má přibližně 41 253 čtverečných stupňů.